# Beijing International Streetcircuit
Beijing International Streetcircuit is een stratencircuit in Yi Zhuang, een buitenwijk in het zuidoosten van Peking. In deze wijk zijn veel multinationals gevestigd. Het circuit werd op 12 november 2006 voor het eerst gebruikt voor de derde ronde van de A1GP seizoen 2006/2007. Hierna is het circuit nooit meer gebruikt.

## Lay-out
Het circuit is 2.2 kilometer lang en heeft 12 bochten. Het ronderecord staat op naam van James Hinchcliffe.